# Coppa del Generalissimo 1961 (hockey su pista)
La Coppa del Generalissimo 1961 è stata la 18ª edizione della principale coppa nazionale spagnola di hockey su pista. Il torneo ha avuto luogo dal 2 al 4 giugno 1961.
Il trofeo è stato vinto dall'Espanyol per la decima volta nella sua storia superando nel girone l'Igualada.

## Squadre partecipanti
- Espanyol
- Femsa Madrid
- Igualada
- Voltregà

## Risultati
| Squadra 1     | Risultato | Squadra 2    |
| ------------- | --------- | ------------ |
| 2 giugno 1961 |           |              |
| Voltregà      | 2 - 3     | Igualada     |
| Espanyol      | 8 - 2     | Femsa Madrid |
| 3 giugno 1961 |           |              |
| Voltregà      | 11 - 1    | Femsa Madrid |
| Espanyol      | 1 - 1     | Igualada     |
| 4 giugno 1961 |           |              |
| Igualada      | 9 - 2     | Femsa Madrid |
| Espanyol      | 3 - 1     | Voltregà     |

| Squadra      | Pt | G | V | N | P | GF | GS | DG  |
| ------------ | -- | - | - | - | - | -- | -- | --- |
| Espanyol     | 5  | 3 | 2 | 1 | 0 | 12 | 4  | +8  |
| Igualada     | 5  | 3 | 2 | 1 | 0 | 13 | 5  | +8  |
| Voltregà     | 2  | 3 | 1 | 0 | 2 | 14 | 8  | +6  |
| Femsa Madrid | 0  | 3 | 0 | 0 | 3 | 5  | 28 | -24 |